# Peter van Vossen
Peter Jacobus van Vossen (* 21. April 1968 in Zierikzee, heute zu Schouwen-Duiveland) ist ein ehemaliger niederländischer Fußballspieler auf der Position eines Außenstürmers.
Er war von 2014 bis 2015 Cheftrainer des niederländischen Erstligisten Fortuna Sittard. 

## Erfolg
- Niederländischer Meister: 1994/95

| Personendaten    | Personendaten                                  |
| ---------------- | ---------------------------------------------- |
| NAME             | Vossen, Peter van                              |
| ALTERNATIVNAMEN  | Vossen, Peter Jacobus van (vollständiger Name) |
| KURZBESCHREIBUNG | niederländischer Fußballspieler und -trainer   |
| GEBURTSDATUM     | 21. April 1968                                 |
| GEBURTSORT       | Zierikzee, Niederlande                         |